# Stazione di Torres Vedras
La stazione di Torres Vedras (in portoghese Estação de Torres Vedras) è la principale stazione ferroviaria di Torres Vedras, Portogallo.